# Gabriele Münter
Gabriele Münter (Berlim, 19 de fevereiro de 1877 - Murnau am Staffelsee, 19 de maio de 1962) foi uma pintora alemã do expressionismo, fotógrafa e salvadora das pinturas do movimento Blaue Reiter durante a Segunda Guerra Mundial.

## Biografia
Os pais de Gabriele , Wilhelmine Scheuber e Carl Münter, eram endinheirados e apoiaram a sua educação artística com mestres privados. Em 1897, matriculou-se em uma escola de arte para mulheres em Düsseldorf. Posteriormente empreendeu uma viagem de dois anos pelos Estados Unidos com a sua irmã e ao regressar em 1901 estabeleceu-se em Munique. A Academia de Belas-Artes de Munique não estava aberta para mulheres, pelo qual continuou os seus estudos numa associação feminina de pintura da cidade. Pronto se cansou da educação na associação, pelo qual mudou-se para a escola progressiva de arte Phalanx, na qual trabalhava Wassily Kandinsky.
No verão de 1903 durante uma estadia em Kallmünz, Kandinsky comprometeu-se em matrimônio com Gabriele, apesar de estar ainda casado, fato que ocultam aos outros membros da escola Phalanx. Gabriele vive abertamente com Kandisnky como amante, ele não se divorcia até 1911. Viveram juntos até 1917 e empreenderam várias viagens, incluindo visitas à Tunísia, Holanda, Itália e França.
Durante a sua primeira estadia em Paris em 1906/07, Gabriele vê os quadros de Henri Matisse e outros fauvistas, o que a longo prazo muda o seu estilo. Em 1909 compra uma casa em Murnau am Staffelsee onde passa os verões com Kandisnky e onde recebem numerosos artistas do vanguardismo muniquês como Alexej von Jawlensky, Franz Marc, August Macke e o compositor Arnold Schönberg.

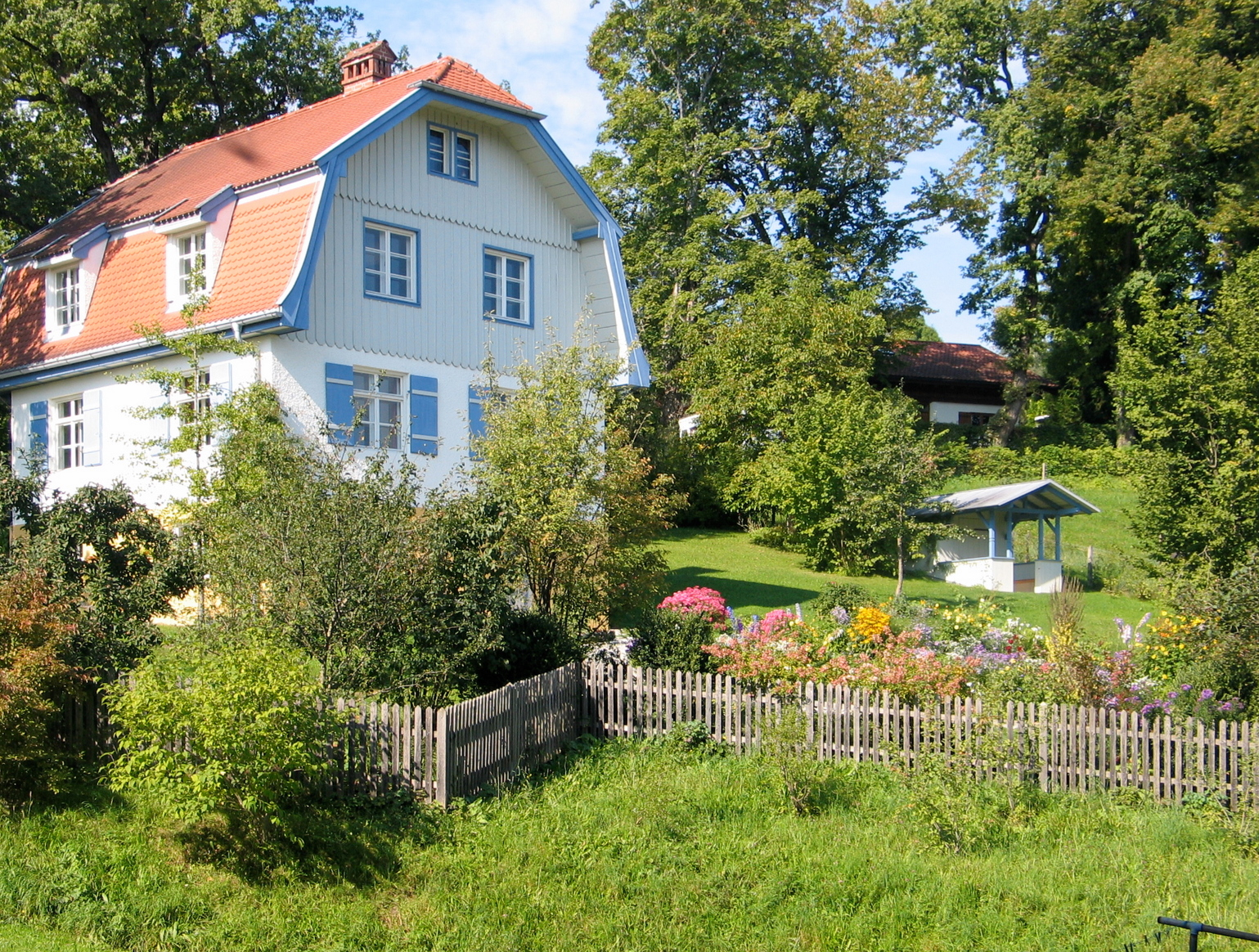
Casa de Gabriele Münter em Murnau.

Artisticamente, Gabriele começa a desenvolver um estilo abstrato próprio, com brilhantes cores sem misturar, formas fortes, tudo delineado por obscuras linhas de separação. Converte-se em fundadora da Neue Künstlervereinigung München (Nova união de artistas de Munique) iniciada por Kandinsky e que incluía o núcleo dos artistas do Blaue Reiter.
Durante a Primeira Guerra Mundial Kandinsky vê-se forçado a sair da Alemanha por ser cidadão de uma potência inimiga. Entre 1915 e 1920 Gabriele vive na Escandinávia. O seu último encontro com Kandinsky foi em 1916 em Estocolmo. A partir de 1917, Kandinsky rompe tudo contato e só anos mais tarde, Gabriele fica sabendo que Kandinsky se casara novamente.
A partir de 1920, Gabriele vive alternativamente entre Colônia, Munique e Murnau. Devido a uma constante depressão, praticamente deixa de pintar. Durante um período de residência em Berlim, em 1925, produz reduzidos retratos de mulheres feitos em lápis. Só após uma longa estadia em Paris em 1929/30, a sua atividade criativa colhe novo impulso.

## Últimos anos e morte
Em 1932 regressa à sua casa em Murnau onde vive com o historiador de arte, Johannes Eichner. Durante este período pinta, sobretudo, flores e obras abstratas. Em 1937 os nazistas proíbem-lhe expor, pelo qual se retira da vida pública. Durante a Segunda Guerra Mundial Gabriele Münter escondeu mais de 80 obras de Kandinsky e outros membros do Blaue Reiter, além de obras próprias, salvando-as da destruição. Estas pinturas obsequiou-as em 1957 à cidade de Munique, onde agora são exibidas na Lenbachhaus. Na atualidade, a sua casa em Murnau am Staffelsee também é museu.
Gabriele passou o resto de sua vida em Murnau, indo e voltando de Munique para trabalhar. Ela faleceu em sua casa, em Murnau, em 19 de maio de 1962.

## Obras
- 1909, Zuhören (Retrato de Jawlensky), Munique, Lenbachhaus
- 1910, Landschaft mit weißer Mauer, Hagen, Museu Karl-Ernst-Osthaus
- 1910, Stillleben mit Orangen, Augsburgo, Museu de Arte Walter
- 1911, Spreufuhren, Munique, Lenbachhaus
- 1911, Reiflandschaft, Wuppertal, Museu Von der Heydt